# Термень-Елгинское нефтяное месторождение
Термень-Елгинское — нефтяное месторождение в Башкортостане, Россия. Открыто в 1939 году возле деревни Термень-Елги, ныне являющаяся частью города Ишимбая. Включается в комплексное Ишимбайское нефтяное месторождение (Ишимбайская группа нефтяных месторождений) (куда входило открытое в 1932 году Ишимбаевское нефтяное месторождение). В том же году в том же районе Второго Баку открыто Кузьминовское нефтяное месторождение, Буранчинское нефтяное месторождение.
Выработано в 1950-х годах.
Девонская нефть, сернистая и парафинистая, уд. вес 0,885, вязкость 7,93 сп, содержание серы 2,83 %.
Геологически находится в пределах предуральского краевого прогиба и приурочена к группе погребенных рифогенных массивов сакмаро-артинского яруса, Термень-Елгинский массив. Верхняя газоносная часть артинских известняков перекрыта колонной.
Учёный Андрей Алексеевич Трофимук, получивший за открытие Кинзебулатовского месторождения нефти звание Героя Социалистического Труда, писал в 1957 году:

Заслуга открытия Термень-Елгинского массива принадлежит геологу В. В. Ишерскому, который, обобщив данные по Буранчинской площади, наметил первые скважины, вскрывшие известняки этого массива— Трофимук. Урало-Поволжье — новая нефтяная база СССР. (История открытия, состояние, перспективы), М., 1957. С.76
После открытия месторождения возле нефтепромысла № 1 стали стихийно строиться дома нефтяников, создав посёлок Термень-Елга, одноимённый с близ находящейся деревней и позднее слившийся с ней. Теперь посёлок входит в состав города Ишимбая.
Людмила Фенина вспоминала:

…Вокруг поселка стояли привычные для нас нефтяные вышки-качалки. Иногда из детского озорства мы умудрялись покататься на них. Одна такая вышка находилась за рекой, напротив детдома, и внимания на неё никто не обращал.

Однажды жарким летним днем она вдруг зафонтанировала. Все жители поселка, от мала до велика, сбежались посмотреть на это чудо. Мощная струя густой, маслянистой жидкости, переливаясь на солнце, била из скважины. Перелетая через речушку, нефть заливала зеленое картофельное поле. Мы с восхищением смотрели на это буйство подземной стихии, пока не приехали мастера-бурильщики и не укротили нефтяной фонтан. Запах нефти всегда напоминает мне о моем далеком детстве.— Людмила Фенина. Даны нам эти дали…//Бельские просторы,2007,№7 http://www.hrono.info/text/2007/fen07_07.html